# Коблицький ліс (заповідне урочище)
Коблицький ліс — заповідне урочище місцевого значення. Об'єкт розташований на території Іванківського району Київської області, Леонівське лісництво Державного підприємства «Іванківське лісове господарство».
Площа — 148,4 га, статус отриманий у 2020 році.
Територія входить до складу Дніпровського екологічного коридору як елемент загальнодержавного значення. На проектованій до заповідання території зустрічаються 2 верхових і 6 низинних невеликих боліт, переважає лісова рослинність (дубові, соснові та вільхові насадження), зустрічається любка дволиста, яка занесена до Червоної книги України. Серед тварин, які занесені до Червоної книги України зустрічаються жук-олень та вечірниця мала.